# Caladenia chamaephylla
Caladenia chamaephylla är en orkidéart som beskrevs av David Lloyd Jones. Caladenia chamaephylla ingår i släktet Caladenia och familjen orkidéer.
Artens utbredningsområde är Queensland. Inga underarter finns listade i Catalogue of Life.